# Distretto di Liuying
Il distretto di Liuying (柳營區S, Liǒuyíng Cyu / Liǔyíng QūP) è un distretto della città di Tainan, situata a Taiwan.